# Marta Salomon
Marta Maria Röhe Salomon (Rio de Janeiro, maio de 1962) é uma jornalista e pesquisadora brasileira.
É formada pela Escola de Comunicação da Universidade Federal do Rio de Janeiro, pós-graduada e doutora em Desenvolvimento Sustentável pelo Centro de Desenvolvimento Sustentável da Universidade de Brasília.
Foi Diretora da sucursal de Brasília da Isto É (2013), repórter especial do jornal O Estado de São Paulo e repórter especial na Folha de S.Paulo, onde já foi chefe da redação da sucursal de Brasília. Especialista na cobertura de políticas públicas, é uma das jornalistas brasileiras que mais conhece a usa o Sistema Integrado de Administração Financeira do governo federal (Siafi). Colaborou na criação da Organização Não Governamental Contas Abertas. Criou e dirige a Agência Rubrica, especialista em investogação jornalística sobre contas públicas.
Trabalhou na Rádio JB, onde participou da equipe que realizou a apuração paralela das eleições brasileiras de 1982, revelando uma tentativa de fraude contra o candidato Leonel de Moura Brizola, que ficou conhecida como Escândalo Proconsult.Trabalhava na Rádio Roquette Pinto quando, em 1985, mudou-se para a capital, Brasília. Lá, trabalhou na TV Manchete, onde coordenou e apresentou o programa dedicado à cobertura da Assembleia Nacional Constituinte, e nos periódicos Gazeta Mercantil e O Estado de S. Paulo.
Na Folha, escreveu matérias importantes de denúncias sobre corrupção no governo Fernando Henrique Cardoso e  de avaliação das políticas públicas desde os anos 90. Nos últimos anos do governo Lula, por exemplo, levantou pela primeira vez informações sobre o uso indiscriminado e sigiloso de cartões de crédito por assessores presidenciais, apontou os custos da troca do avião presidencial, que ficou conhecido como Aerolula, detalhou aspectos dos programas sociais, como o Fome Zero, que levaram o governo a mudar o funcionamento do programa, mostrou que o programa Primeiro Emprego não funcionou, revelou que as contas do presidente Lula eram supostamente pagas pelo presidente do Sebrae, Paulo Okamoto, expôs o lobby contra a legislação de desarmamento no país. Foi, ainda, uma das principais repórteres na cobertura das CPIs que marcaram o Congresso nos anos 2005 e 2006.
Entre 2010 e 2013, Marta Salomon foi repórter do jornal O Estado de S.Paulo. Neste último ano, assumiu a diretoria da sucursal de Brasília da revista Isto É, de onde saiu, no mesmo ano, para dedicar-se a atividades acadêmicas na área de desenvolvimento sustentável e de consultoria em jornalismo. Entre 2013 e 2016, comandou a assessoria de imprensa do Ministério de Desenvolvimento Social e Combate à Fome, na gestão de Teresa Campelo.
Atualmente, é colaboradora da revista piauí.
1. ↑  Tese de doutorado: https://repositorio.unb.br/bitstream/10482/38969/1/2020_MartaMariaR%C3%B6heSalomon.pdf